# Рукляс
Рукляс (пол. Róklas, нім. Rocklaß) — село в Польщі, у гміні Вельбарк Щиценського повіту Вармінсько-Мазурського воєводства.
Населення — 43 особи (2011).

## Демографія
Демографічна структура станом на 31 березня 2011 року:
|          | Загалом | Допрацездатний вік | Працездатний вік | Постпрацездатний вік |
| -------- | ------- | ------------------ | ---------------- | -------------------- |
| Чоловіки | 21      | 5                  | 14               | 2                    |
| Жінки    | 22      | 7                  | 11               | 4                    |
| Разом    | 43      | 12                 | 25               | 6                    |